# Stay (canción de Blackpink)
«Stay» es el cuarto sencillo del grupo surcoreano Blackpink. Fue publicado el 1 de noviembre de 2016 por YG Entertainment y distribuido por KT Music como parte del segundo álbum sencillo de la banda, titulado Square Two. La canción fue escrita por Teddy Park y la música compuesta por Seo Won Jin.

## Antecedentes y lanzamiento
El 27 de octubre de 2016, se lanzaron imágenes teasers de las cuatro integrantes de Blackpink para el segundo sencillo, «Stay», de Square Two. El 30 de octubre, YG Entertainment lanzó un vídeo detrás de escena del vídeo musical de «Stay».

## Promoción
Realizaron su regreso a los escenarios interpretando «Stay» y «Playing with Fire» el 6 de noviembre en Inkigayo de SBS, y en M! Countdown del canal Mnet el 10 de noviembre de 2016.

## Vídeo musical
El vídeo musical de «Stay» fue dirigido por Han Sa Min, quien previamente dirigió «Gotta Be You» de 2NE1 y «Sober» de Big Bang. El vídeo fue lanzado en el canal oficial de Blackpink el 1 de noviembre de 2016 a la media noche de Corea.

## Posicionamiento en listas

### Listas semanales
| Lista (2016)                         | Mejor posición |
| ------------------------------------ | -------------- |
| Corea del Sur (Gaon Digital Chart)   | 10             |
| Estados Unidos (World Digital Songs) | 4              |

### Lista mensual
| Lista (2016)                       | Mejor posición |
| ---------------------------------- | -------------- |
| Corea del Sur (Gaon Digital Chart) | 27             |

## Historial de lanzamiento
| País   | Fecha                  | Formato                    | Sello                      | Ref.  |
| ------ | ---------------------- | -------------------------- | -------------------------- | ----- |
| Varios | 1 de noviembre de 2016 | Descarga digital streaming | YG Entertainment, KT Music | [ 8 ] |